# Paral·lel 54° nord
El paral·lel 54° nord és una línia de latitud que es troba a 54 graus nord de la línia equatorial terrestre. Travessa Europa, Àsia, l'Oceà Pacífic, Amèrica del Nord l'oceà Atlàntic.

## Geografia
En el sistema geodèsic WGS84, al nivell de 54° de latitud nord, un grau de longitud equival a 65,576 km; la longitud total del paral·lel és de 23.607 km, que és aproximadament 58,9% de la de l'equador, del que es troba a 5.986 km i a 4.016 km del pol Nord
Com tots els altres paral·lels a part de l'equador, el paral·lel 54° nord no és un cercle màxim i no és la distància més curta entre dos punts, fins i tot si es troben al mateix latitud. Per exemple, seguint el paral·lel, la distància recorreguda entre dos punts de longitud oposada és 11.804 km; després d'un cercle màxim (que passa pel Pol Nord), només és 8.032 km.

## Durada del dia
En aquesta latitud, el sol és visible durant 17 hores i 9 minuts a l'estiu, i 7 hores i 22 minuts en solstici d'hivern.

## Arreu del món
Començant al meridià de Greenwich (al Mar del Nord al sud-est de Bridlington, East Yorkshire, Anglaterra) i dirigint-se cap a l'est, el paral·lel 54º passa per:
| Coordenades                               | País, territori o mar | Notes |
| ----------------------------------------- | --------------------- | --- |
| 54° 0′ N, 0° 0′ E / 54.000°N,0.000°E      | Mar del Nord          | |
| 54° 0′ N, 8° 52′ E / 54.000°N,8.867°E     | Alemanya              | Estat de Schleswig-Holstein |
| 54° 0′ N, 10° 47′ E / 54.000°N,10.783°E   | Mar Bàltic            | Badia de Lübeck |
| 54° 0′ N, 11° 1′ E / 54.000°N,11.017°E    | Alemanya              | Estat de Mecklenburg-Pomerània Occidental |
| 54° 0′ N, 11° 12′ E / 54.000°N,11.200°E   | Mar Bàltic            | Badia de Wismar |
| 54° 0′ N, 11° 23′ E / 54.000°N,11.383°E   | Alemanya              | Illa de Poel, continent i Illa d'Usedom |
| 54° 0′ N, 14° 6′ E / 54.000°N,14.100°E    | Mar Bàltic            | |
| 54° 0′ N, 14° 38′ E / 54.000°N,14.633°E   | Polònia               | Illa de Wolin, i continent |
| 54° 0′ N, 23° 29′ E / 54.000°N,23.483°E   | Lituània              | |
| 54° 0′ N, 24° 36′ E / 54.000°N,24.600°E   | Belarús               | Per uns 7 km |
| 54° 0′ N, 24° 43′ E / 54.000°N,24.717°E   | Lituània              | Per uns 8 km |
| 54° 0′ N, 24° 50′ E / 54.000°N,24.833°E   | Belarús               | Passa al nord de Minsk |
| 54° 0′ N, 31° 52′ E / 54.000°N,31.867°E   | Rússia                | |
| 54° 0′ N, 61° 15′ E / 54.000°N,61.250°E   | Kazakhstan            | |
| 54° 0′ N, 61° 34′ E / 54.000°N,61.567°E   | Rússia                | Per uns 5 km |
| 54° 0′ N, 61° 39′ E / 54.000°N,61.650°E   | Kazakhstan            | Per uns 7 km |
| 54° 0′ N, 61° 46′ E / 54.000°N,61.767°E   | Rússia                | Per uns 4 km |
| 54° 0′ N, 61° 49′ E / 54.000°N,61.817°E   | Kazakhstan            | Per uns 6 km |
| 54° 0′ N, 61° 54′ E / 54.000°N,61.900°E   | Rússia                | Per uns 8 km |
| 54° 0′ N, 62° 1′ E / 54.000°N,62.017°E    | Kazakhstan            | |
| 54° 0′ N, 62° 25′ E / 54.000°N,62.417°E   | Rússia                | Per uns 14 km |
| 54° 0′ N, 62° 38′ E / 54.000°N,62.633°E   | Kazakhstan            | |
| 54° 0′ N, 72° 24′ E / 54.000°N,72.400°E   | Rússia                | Per uns 19 km |
| 54° 0′ N, 72° 42′ E / 54.000°N,72.700°E   | Kazakhstan            | |
| 54° 0′ N, 73° 4′ E / 54.000°N,73.067°E    | Rússia                | |
| 54° 0′ N, 73° 31′ E / 54.000°N,73.517°E   | Kazakhstan            | Per uns 15 km |
| 54° 0′ N, 73° 44′ E / 54.000°N,73.733°E   | Rússia                | |
| 54° 0′ N, 75° 29′ E / 54.000°N,75.483°E   | Kazakhstan            | |
| 54° 0′ N, 76° 32′ E / 54.000°N,76.533°E   | Rússia                | Passa a través del llac Baikal |
| 54° 0′ N, 137° 30′ E / 54.000°N,137.500°E | Mar d'Okhotsk         | |
| 54° 0′ N, 138° 46′ E / 54.000°N,138.767°E | Rússia                | |
| 54° 0′ N, 140° 12′ E / 54.000°N,140.200°E | Mar d'Okhotsk         | Golf de Sakhalín |
| 54° 0′ N, 142° 36′ E / 54.000°N,142.600°E | Rússia                | Illa de Sakhalín |
| 54° 0′ N, 142° 55′ E / 54.000°N,142.917°E | Mar d'Okhotsk         | |
| 54° 0′ N, 155° 53′ E / 54.000°N,155.883°E | Rússia                | Kamtxatka |
| 54° 0′ N, 159° 56′ E / 54.000°N,159.933°E | Oceà Pacífic          | |
| 54° 0′ N, 169° 30′ E / 54.000°N,169.500°E | Mar de Bering         | |
| 54° 0′ N, 166° 47′ O / 54.000°N,166.783°O | Estats Units          | Alaska - Unalaska |
| 54° 0′ N, 166° 21′ O / 54.000°N,166.350°O | Oceà Pacífic          | Golf d'Alaska -Passa al nord de l'illa Unalga, i al sud de les illes Akutan, Rootok, Avatanak i Tigalda, Alaska, Estats Units |
| 54° 0′ N, 133° 6′ O / 54.000°N,133.100°O  | Canadà                | Colúmbia Britànica – Illa Graham |
| 54° 0′ N, 131° 41′ O / 54.000°N,131.683°O | Hecate Strait         | |
| 54° 0′ N, 130° 40′ O / 54.000°N,130.667°O | Canadà                | Colúmbia Britànica – Illa Porcher, Kennedy i el continent Alberta Saskatchewan Manitoba Ontario |
| 54° 0′ N, 82° 14′ O / 54.000°N,82.233°O   | Badia de James        | |
| 54° 0′ N, 78° 58′ O / 54.000°N,78.967°O   | Canadà                | Quebec Terranova i Labrador |
| 54° 0′ N, 57° 16′ O / 54.000°N,57.267°O   | Oceà Atlàntic         | |
| 54° 0′ N, 10° 12′ O / 54.000°N,10.200°O   | Irlanda               | Acaill Irlanda: - Comtat de Mayo - Lough Conn - Comtat de Mayo - Comtat de Sligo - Comtat de Roscommon - Lough Key - Comtat de Roscommon - Comtat de Leitrim - Comtat de Cavan (inclosa Cavan a 54° 00′ 00″ N, 7° 21′ 32″ O / 54.00000°N,7.35889°O) - Comtat de Monaghan - Comtat de Louth (inclosa Dundalk a 54° 00′ 00″ N, 6° 24′ 23″ O / 54.00000°N,6.40639°O) |
| 54° 0′ N, 6° 20′ O / 54.000°N,6.333°O     | Badia de Dundalk      | Per uns 4.4 km |
| 54° 0′ N, 6° 16′ O / 54.000°N,6.267°O     | Irlanda               | Península de Cooley (12 km) |
| 54° 0′ N, 6° 7′ O / 54.000°N,6.117°O      | Mar d'Irlanda         | Passa al sud de Illa de Man |
| 54° 0′ N, 2° 54′ O / 54.000°N,2.900°O     | Regne Unit            | Anglaterra inc. Harrogate a 54° 0′ N, 1° 30′ O / 54.000°N,1.500°O |
| 54° 0′ N, 0° 13′ O / 54.000°N,0.217°O     | Mar del Nord          | |